# Julián Araujo
Julián Vicente Araujo Zúñiga (* 13. August 2001 in Lompoc, Kalifornien) ist ein mexikanisch-US-amerikanischer Fußballspieler. Der Rechtsverteidiger steht seit August 2024 beim AFC Bournemouth unter Vertrag und ist mexikanischer Nationalspieler.

## Karriere

### Verein
Seine Jugend verbrachte er an der Barca Academy in Casa Grande und wechselte Anfang 2018 in die LA Galaxy Academy. Anfang März 2019 stieß er dann zur ersten Mannschaft von LA Galaxy. Zuvor war er bereits zweimal kurz für die zweite Mannschaft in der USL Championship zum Einsatz gekommen. Der erste fand am 4. Oktober 2018 bei einem 2:2 gegen die zweite Mannschaft der Seattle Sounders, welches mit 2:2 endete. Hier wurde er in der 88. Minute für Nate Shultz eingewechselt. Seinen ersten Einsatz in der MLS sollte er dann am 17. März 2019 bei einem 3:2-Sieg über den Minnesota United FC bekommen. Hier wurde er in der 85. Minute für Chris Pontius eingewechselt.
Ende Januar 2023 wollte Araujo am letzten Tag der Transferperiode zum FC Barcelona wechseln, aufgrund eines Systemfehlers ging die Registrierung jedoch 18 Sekunden zu spät ein. Die FIFA stimmte dem Transfer nicht zu, was allerdings vom Internationalen Sportgerichtshof (CAS) aufgehoben wurde. Am 17. Februar präsentierte ihn der FC Barcelona als Neuzugang. Araujo unterschrieb einen Vertrag bis zum 30. Juni 2026 und wurde in den Kader der zweiten Mannschaft in der drittklassigen Primera Federación integriert.
Im Sommer 2023 wechselte er auf Leihbasis zur UD Las Palmas. Bei Las Palmas kam der Mexikaner auf 28 Einsätze davon 25 in der LaLiga. 
Am 13. August 2024 wechselte Araujo für eine Ablösesumme von zehn Millionen Euro in die Premier League zum AFC Bournemouth.

### Nationalmannschaft
Araujo konnte zwischen Auswahlmannschaften des US-amerikanischen und mexikanischen Fußballverband wählen. Im Juniorenbereich spielte er ausschließlich für US-Teams. Im Dezember 2020 debütierte Araujo unter Gregg Berhalter bei einem 6:0-Testspielsieg gegen El Salvador in der US-Nationalmannschaft.
Ohne einen weiteren Einsatz wechselte Araujo zum mexikanischen Verband und debütierte im Dezember 2021 unter Gerardo Martino in der mexikanischen Nationalmannschaft.